# Pittsford (hrabstwo Rutland)
Pittsford – jednostka osadnicza w Stanach Zjednoczonych, w stanie Vermont, w hrabstwie Rutland.